# Víctor Mario Pérez
Víctor Mario Pérez López (Camagüey, 1917 – 5 dicembre 2006) è stato un cestista e allenatore di pallacanestro portoricano.

## Carriera
Ha guidato Porto Rico ai Campionati mondiali del 1959.